# La Roche-Blanche, Loire-Atlantique
La Roche-Blanche (bretonsko Ar Roc'h-Wenn) je naselje in občina v francoskem departmaju Loire-Atlantique regije Loire. Leta 2012 je naselje imelo 1.142 prebivalcev.

## Geografija
Kraj leži v pokrajini Bretaniji 45 km vzhodno od Nantesa.

## Uprava
Občina La Roche-Blanche skupaj s sosednjimi občinami Anetz, Ancenis, Belligné, Bonnœuvre, La Chapelle-Saint-Sauveur, Couffé, Le Fresne-sur-Loire, Maumusson, Mésanger, Montrelais, Oudon, Pannecé, Le Pin, Pouillé-les-Côteaux, La Rouxière, Saint-Géréon, Saint-Herblon, Saint-Mars-la-Jaille, Saint-Sulpice-des-Landes, Varades in Vritz sestavlja kanton Ancenis s sedežem v Ancenisu; slednji je tudi sedež okrožja Ancenis.

## Zanimivosti
- cerkev Marijinega Vnebovzetja iz 19. stoletja,
- kapela Saint-Michel-du-bois iz 12. stoletja, uničena med francosko revolucijo, restavrirana sredi 19. stoletja.